# Philibert-Charles de Pas de Feuquières
Philibert-Charles de Pas de Feuquières (* 1657 im Artois; † 25. Juli 1726 in Agde) war von 1702 bis 1726 Bischof der damaligen südfranzösischen Diözese Agde.

## Leben
Philibert-Charles de Pas-Feuquières stammte aus einer seit den Kreuzzügen bezeugten Familie aus dem Artois, die ihren Namen von dem Ort Pas im heutigen Département Pas-de-Calais hatte und die Baronie Feuquières im heutigen Département Oise besaß. Ihre Mitglieder hatten sich vor allem als Militärs hervorgetan. Der Urgroßvater François de Pas, Seigneur de Feuquières, († 1590) war Erster Kammerherr Heinrichs IV. gewesen, der Großvater Manassès de Pas, Marquis de Feuquières, Heerführer im Dreißigjährigen Krieg; der Vater, Isaac de Pas, Marquis de Feuquières, wurde 1660 Vizekönig in Neufrankreich, den französischen Besitzungen in Nordamerika. 1672 bis 1682 war er französischer Botschafter in Schweden und später in Madrid. Dessen Ehefrau und die Mutter seiner Kinder war Anne Louise de Gramont (Mademoiselle de Guiche), eine Halbschwester des Marschalls Antoine III. de Gramont. Der älteste Sohn des Paares, Antoine, wurde ebenfalls Soldat. Philibert-Charles, benannt nach seinem Onkel Philibert de Gramont, einem Bruder der Mutter, schlug als jüngerer Sohn die kirchliche Laufbahn ein. 1687 promovierte ihn die Universität Paris zum Doktor der Theologie. 1691 tauschte er die Abtei Saint-Pierre in Chalon-sur-Saône, die er seit 1673 in Kommende besaß, gegen Saint-Pierre-de-Cormeilles (bei Lisieux) ein. Als Generalvikar der Diözese Sens nahm er zweimal an der Nationalversammlung des französischen Klerus teil und wurde mit Brevet vom 15. April 1702 von König Ludwig XIV. zum Bischof der Diözese Agde in Südfrankreich ernannt.
Von Papst Clemens XI. im Konsistorium vom 12. Juni 1702 präkonisiert, erhielt er am 31. Juli die Ernennungsurkunde und wurde am 10. September 1702 durch den Erzbischof von Sens, Hardouin Fortin de La Hoguette, in der Kirche der Augustiner-Discalceaten (Notre-Dame-des-Victoires) in Paris geweiht. Mitkonsekratoren waren Bischof Charles-Joachim Colbert de Croissy von Montpellier und Bischof Charles-Nicolas Taffoureau de Fontaine von Alet. Am 18. September 1702 legte der Neugeweihte in der Schlosskapelle von Versailles den Treueid vor dem König ab und begab sich dann in seine Diözese.
Da Bischof Feuquières die Residenzpflicht sehr ernst nahm, verließ er seinen Sprengel nur, wenn wichtige Aufgaben es erforderten. Als die Stände des Languedoc 1707 König Ludwig XIV. ihre Aufwartung machten, hielt der redegewandte Feuquières die offizielle Ansprache und er „sprach sehr gut“, wie der Marquis de Dangeau in seinen Memoiren bemerkt. Am Fest Allerheiligen 1707 hielt Bischof Feuquières in Paris ein feierliches Hochamt in Anwesenheit des Königs. 1715 nahm er als Abgeordneter der Kirchenprovinz Narbonne an der Nationalversammlung des französischen Klerus in Paris teil.
Ein aus heutiger Sicht bizarres Ereignis während seines Episkopats ist aus dem Jahr 1704 überliefert: Nachdem die Bürger von Agde von Papst Clemens IX. eine Bulle zur Bekämpfung eines Babote genannten Weinrebenschädlings (der Springwurm, lat. Sparganothis pilleriana) erhalten hatten, zog der Bischof an einem Sonntag im Mai 1704 mit der Bulle in einer feierlichen Prozession durch die Weinberge und „bannte“ den Schädling. Der Erfolg dieser Maßnahme ist nicht überliefert. Im Übrigen kamen in Feuquières Amtszeit Schulschwestern (Soeurs Noires, d. h. Augustinerinnen) nach Agde und eröffneten 1719 ein Erziehungsinstitut für junge Mädchen; die Schulbildung der Jungen wurde von der Stadt mit Zustimmung des Bischofs den Oratorianern übertragen.
An zwei Bischofsweihen war Monseigneur Feuquières beteiligt. Am 3. Oktober 1702, kurz nach seiner eigenen Weihe, war er – wohl noch in Paris – Mitkonsekrator bei der Weihe des Bischofs André-Daniel de Beaupoil de Saint-Aulaire von Tulle und am 13. Juli 1710 weihte er – unter Assistenz der Bischöfe Charles des Alrics de Rousset von Béziers und Honoré de Quiqueran de Beaujeu von Castres – in der Kathedrale von Agde Jacques Maboul zum Bischof von Alet. 
Feuquières starb am 25. Juli 1726 und wurde im Chorraum der Kathedrale St. Etienne beigesetzt. Seinen gesamten Nachlass hatte er testamentarisch dem Hospital seiner Diözese vermacht.